# Hajtóvadászat (film, 1975)
Hajtóvadászat (eredeti címe La traque), 1975-ben bemutatott francia–olasz filmdráma, Serge Leroy rendezésében, Mimsy Farmer, Michael Lonsdale, Michel Constantin, Jean-Pierre Marielle és Philippe Léotard főszereplésével. A történet egy kis normandiai faluban játszódik, ahol a helybéli közösség mértékadó polgáraiból álló, összetartó vadásztársaság tagjai előbb megerőszakolnak egy turistalányt, majd a botrányt megelőzendő, a halálba hajszolják áldozatukat.

## Cselekmény
Helen Wells, fiatal angol lány Normandiába érkezik, hogy kibéreljen egy kis, magányos erdei lakóházat. Közben gyülekeznek a helybéli vadásztársaság tagjai, akik vaddisznó-vadászatra készülnek. A hét férfi képezi a helybéli „jobb társaságot”, valamennyien köztiszteletben álló polgárok, gazdálkodók, kereskedők, egymásnak régi jó ismerősei, üzletfelei, ivócimborái, akiket akiket szövevényes személyes kapcsolatok, érdekek hálója fűz össze. Vadászat közben a társaság három tagja, a két garázda Danville fivér, Albert és Paul és a félszeg Chamond rábukkannak Helen házára. Albert és Paul együttes erővel lefogják és mindketten megerőszakolják a lányt, a tétlenül álldogáló Chamond szeme előtt. A jól végzett munka örömével továbbmennek, de Chamond ijedtében ott felejti a puskáját. Paul magabiztosan visszamegy érte, de Helen megszerzi a puskát és meglövi, a fiú súlyosan megsebesül. A botrány kipattanását mindenképpen el kell kerülni. Paul bátyja, Albert egyezséget ajánl a lánynak: ha hallgat az erőszakról, akkor ő elsimítja öccse „vadászbalesetét”.  Helen visszautasítja. Albert rálő, de a lány az erdőbe menekül. Megérkeznek a többiek, mérlegelik a helyzetet. A helyi hatalmasságok jó kapcsolatot ápolnak a csendőrséggel, inkább elkennék a dolgot. Közben a sebesült Paul elvérzik. A társaság ekkor egyhangúlag úgy dönt, saját feddhetetlen hírnevük érdekében az áldozatot el kell némítani. Kutyákkal erednek az erdőben tévelygő Helen nyomába, menekülési útjait elvágják, bekerítik. A prédát a mocsár felé terelik és beszorítják egy ingoványos tóba. Itt nyugodtan végignézik, amíg a segítségért sikoltozó lány elmerül és megfullad. David, a földesúr biztosítja őket, hogy a tavat a következő évtizedben senki sem fogja lecsapolni. Philippe, a politikus kitanítja őket a közös mesére, amit mindegyikük egyformán mond el a kihívott csendőröknek: Paul véletlen vadászbaleset áldozata lett, semmilyen nővel nem találkoztak, létezéséről nem tudnak. Pault eltemetik, a falu élete megy tovább.

## Szereposztás
| Szerep                                            | Színész              | Magyar hangja |
| ------------------------------------------------- | -------------------- | ------------- |
| Helen Wells, angol egyetemista                    | Mimsy Farmer         | N/A           |
| Philippe Mansart, szenátor-rokon, képviselőjelölt | Jean-Luc Bideau      | N/A           |
| David Sutter, helyi földesúr                      | Michael Lonsdale     | N/A           |
| Nimier százados, ex-katona, autókereskedő         | Michel Constantin    | N/A           |
| Albert Danville, vaskereskedő                     | Jean-Pierre Marielle | N/A           |
| Paul Danville, Albert öccse, vaskereskedő         | Philippe Léotard     | N/A           |
| Rollin, bűnbánó alkoholista                       | Paul Crauchet        | N/A           |
| Chamond, biztosító                                | Michel Robin         | N/A           |
| Maurois, Sutter erdésze                           | Gérard Darrieu       | N/A           |
| Françoise, Sutter felesége, Mansart szeretője     | Françoise Brion      | N/A           |

## Fogadtatás
Kritikusok szerint Leroy alkotása egy méltatlanul mellőzött kultuszfilm, kérlelhetetlen és nyomasztó társadalomkritika, naturalista eszközökkel ábrázolva, katarzis nélkül, igazságtétel nélkül. Leleplezi a „becsületes polgárokban” rejtőző ragadozó ösztönöket, a vadászokat összetartó falkaszellemet. A film üresjáratok nélkül, mindössze 91 percbe sűríti a tragédiát, a vaddisznóvadászatnak induló, nemi erőszakba és embervadászatba torkolló társasági szórakozást. A film mindvégig színtelen, sivár, ködös, sáros környezetben játszódik, a történet egész tartama alatt egy pillanatra sem süt ki a nap. A fiatal turistanő magára marad az idegen környezetben, esélytelenül menekül az otthonosan mozgó helybéli ragadozók elől. Az áldozaton kívül az összes lányeges szereplő férfi. A film egyes jelenetei felidézik Robert Fuest rendező 1970-es …és hamarosan a sötétség-jének és Sam Peckinpah amerikai rendező 1971-es Szalmakutyák-jának hangulatát.

## További információ
- Hajtóvadászat a PORT.hu-n (magyarul)
- Hajtóvadászat az Internet Movie Database-ben (angolul)
- Hajtóvadászat a Box Office Mojón (angolul)
- La traque (francia nyelven). AlloCiné.fr
- James Travers: La Traque (1975). Film Review (angol nyelven). Films de France.com, 2015. február 9.
- La traque / The Track (1975) (angol nyelven). British Film Institute (BFI.org.uk). (Hozzáférés: 2023. augusztus 24.)
- Ein wildes Wochenende (német nyelven). Filmdienst.de